# Moncassin
Pour les articles homonymes, voir Moncassin (homonymie) et Cassin.
Moncassin (Montcassin en gascon) est une commune française située dans le sud du département du Gers en région Occitanie. Sur le plan historique et culturel, la commune est dans le pays d'Astarac, un territoire du sud gersois très vallonné, au sol argileux, qui longe le plateau de Lannemezan.
Exposée à un climat océanique altéré, elle est drainée par la Baïse et par divers autres petits cours d'eau. La commune possède un patrimoine naturel remarquable composé de deux zones naturelles d'intérêt écologique, faunistique et floristique.
Moncassin est une commune rurale qui compte 124 habitants en 2022, après avoir connu un pic de population de 531 habitants en 1856.  Elle fait partie de l'aire d'attraction d'Auch. Ses habitants sont appelés les Moncassinois ou  Moncassinoises.

## Géographie

### Localisation
Moncassin est une commune de Gascogne située entre Mirande et Masseube sur la Petite Baïse.

### Communes limitrophes
Les communes limitrophes sont  Belloc-Saint-Clamens, Clermont-Pouyguillès, Saint-Arroman, Saint-Michel, Saint-Médard et Saint-Élix-Theux.
|                      | Saint-Médard     | Clermont-Pouyguillès |
| Belloc-Saint-Clamens | Moncassin        | Saint-Arroman        |
| Saint-Michel         | Saint-Élix-Theux |                      |

### Géologie et relief
Moncassin se situe en zone de sismicité 2 (sismicité faible).

### Hydrographie

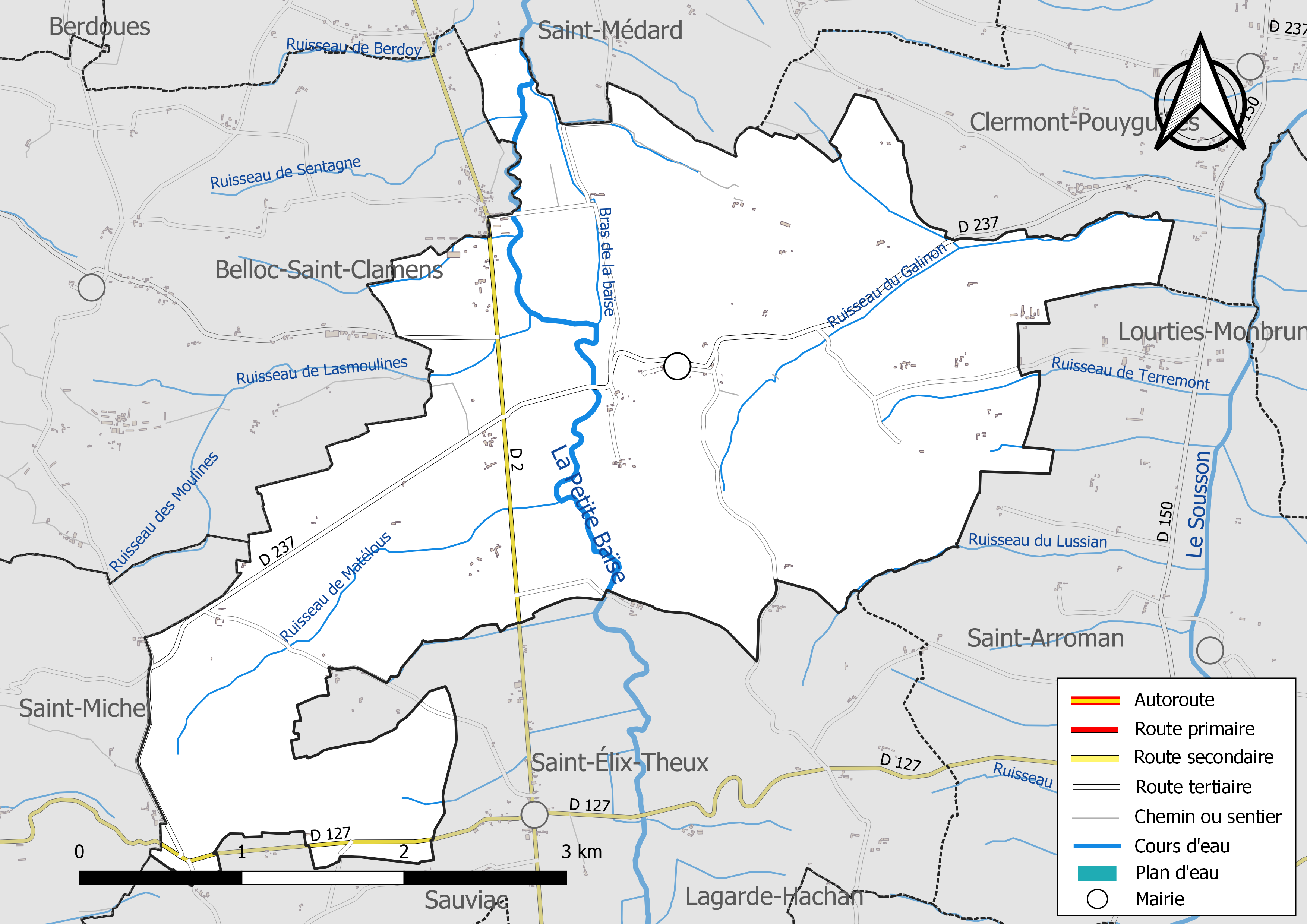
Réseaux hydrographique et routier de Moncassin.

La commune est dans le bassin de la Garonne, au sein du bassin hydrographique Adour-Garonne. Elle est drainée par la Baïse, un bras de la baïse, le ruisseau de Lasmoulines, le ruisseau de Matélous, le ruisseau de Sentagne, le ruisseau de Terremont, le ruisseau du Galinon, le ruisseau du Lussian et par divers petits cours d'eau, qui constituent un réseau hydrographique de 18 km de longueur totale,.
La Baïse, d'une longueur totale de 187,6 km, prend sa source dans la commune de Capvern et s'écoule vers le nord. Elle traverse la commune et se jette dans la Garonne à Saint-Léger, après avoir traversé 52 communes.

### Climat
Pour des articles plus généraux, voir Climat de l'Occitanie et Climat du Gers.
En 2010, le climat de la commune est de type climat océanique altéré, selon une étude s'appuyant sur une série de données couvrant la période 1971-2000. En 2020, Météo-France publie une typologie des climats de la France métropolitaine dans laquelle la commune est toujours exposée à un climat océanique altéré et est dans la région climatique Aquitaine, Gascogne, caractérisée par une pluviométrie abondante au printemps, modérée en automne, un faible ensoleillement au printemps, un été chaud (19,5 °C), des vents faibles, des brouillards fréquents en automne et en hiver et des orages fréquents en été (15 à 20 jours).
Pour la période 1971-2000, la température annuelle moyenne est de 12,4 °C, avec une amplitude thermique annuelle de 15 °C. Le cumul annuel moyen de précipitations est de 864 mm, avec 9,8 jours de précipitations en janvier et 6,5 jours en juillet. Pour la période 1991-2020, la température moyenne annuelle observée sur la station météorologique la plus proche, située sur la commune de Mirande à 9 km à vol d'oiseau, est de 13,6 °C et le cumul annuel moyen de précipitations est de 818,5 mm,. Pour l'avenir, les paramètres climatiques de la commune estimés pour 2050 selon différents scénarios d’émission de gaz à effet de serre sont consultables sur un site dédié publié par Météo-France en novembre 2022.

### Milieux naturels et biodiversité
L’inventaire des zones naturelles d'intérêt écologique, faunistique et floristique (ZNIEFF) a pour objectif de réaliser une couverture des zones les plus intéressantes sur le plan écologique, essentiellement dans la perspective d’améliorer la connaissance du patrimoine naturel national et de fournir aux différents décideurs un outil d’aide à la prise en compte de l’environnement dans l’aménagement du territoire.
Une ZNIEFF de type 1 est recensée sur la commune :
les « bois de Maramon et Coume de Laugadère » (148 ha), couvrant 2 communes du département et une ZNIEFF de type 2, : 
le « coteau en rive droite de la Baïsole » (587 ha), couvrant 7 communes du département.

Carte des ZNIEFF de type 1 et 2 à Moncassin.
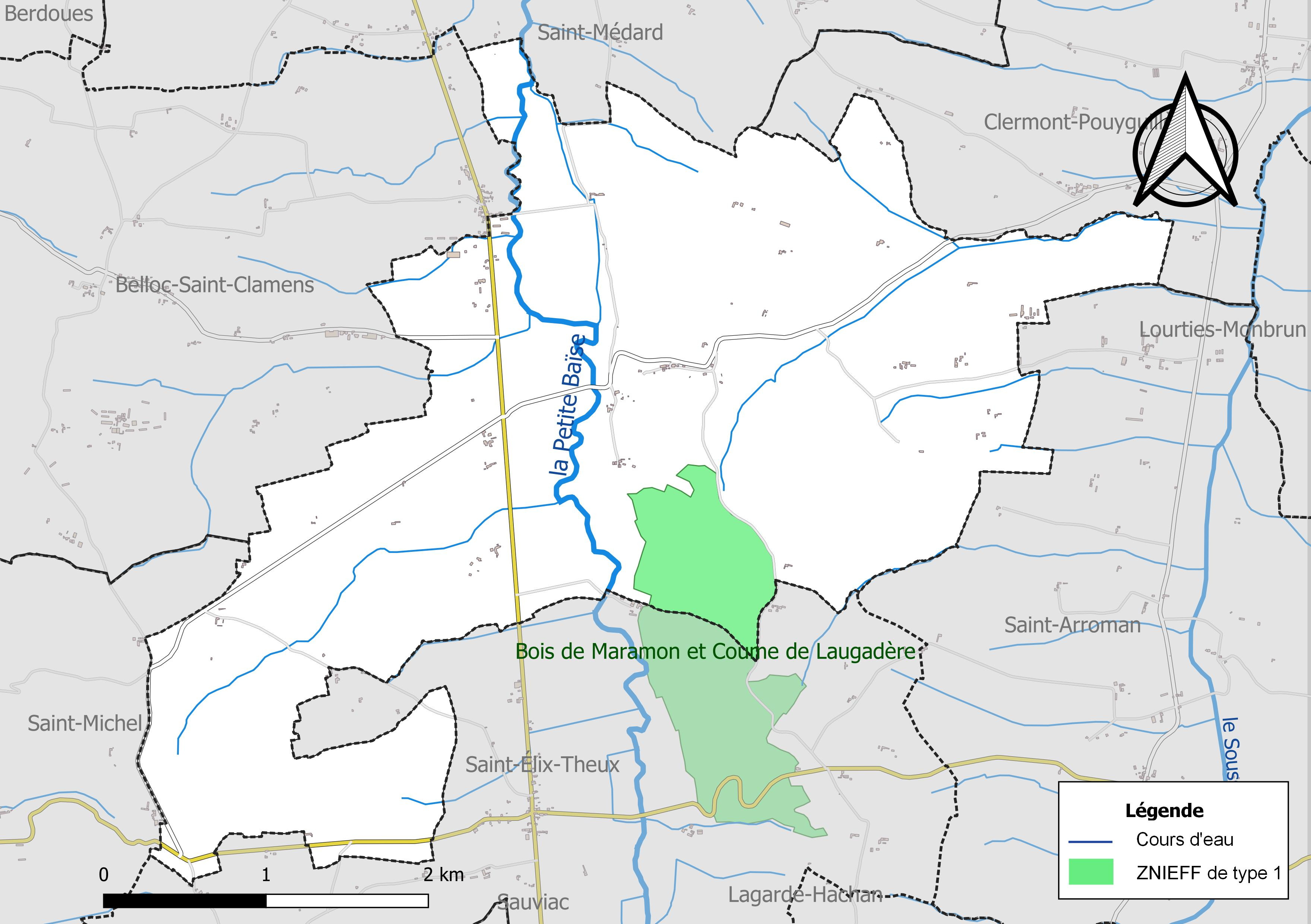
Carte de la ZNIEFF de type 1 sur la commune.
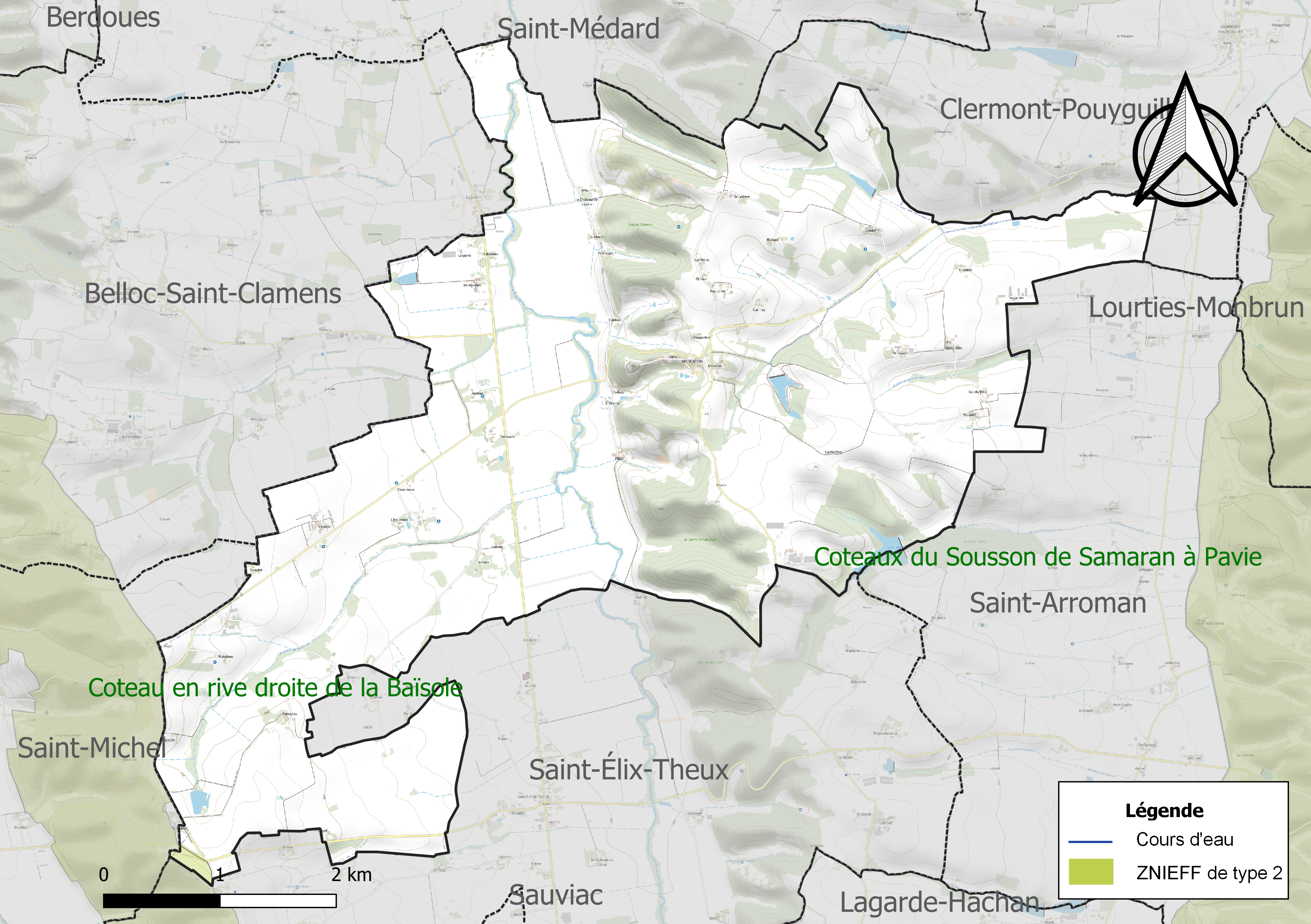
Carte de la ZNIEFF de type 2 sur la commune.

## Urbanisme

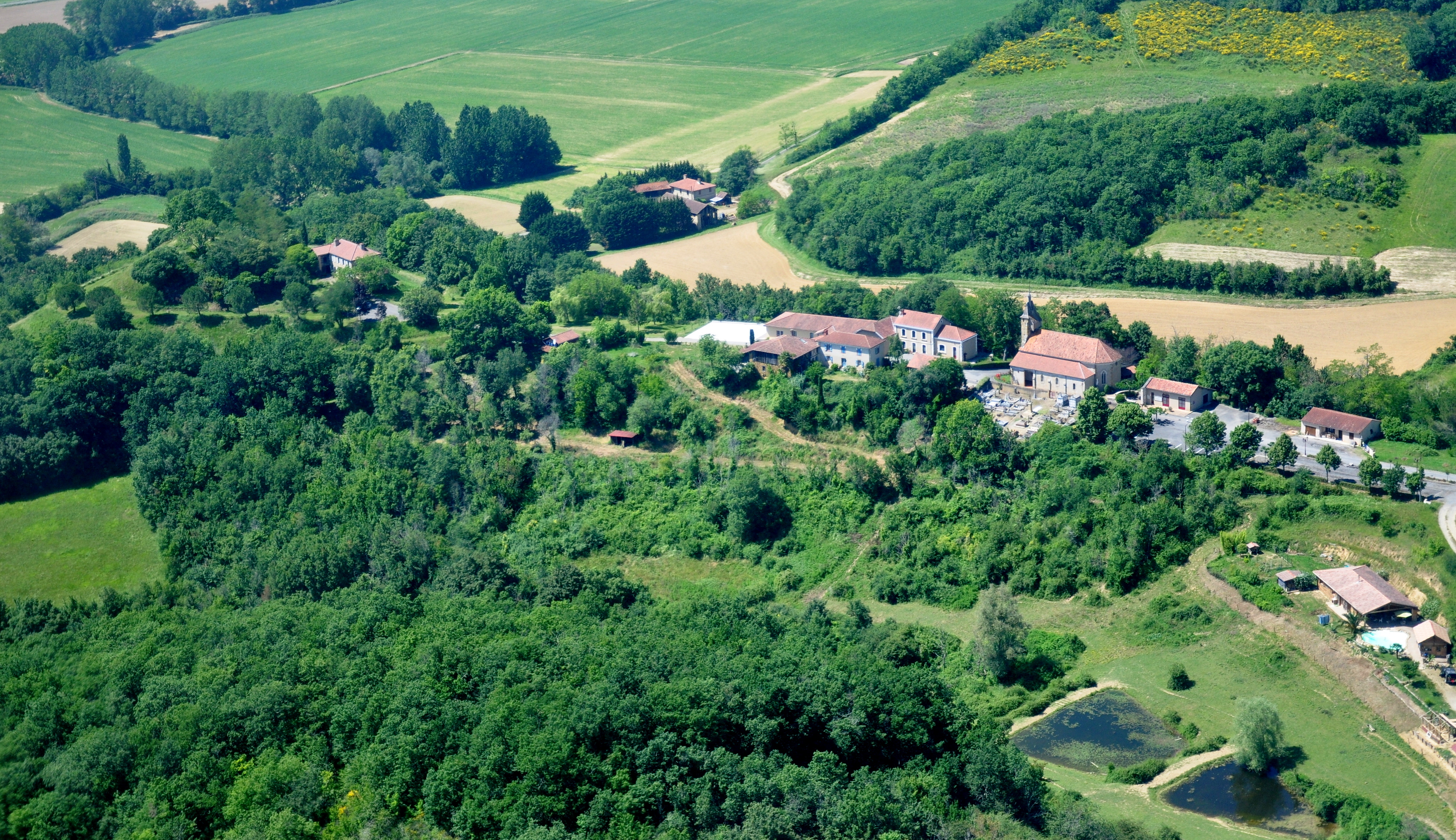
Vue aérienne de Moncassin. La commune s'inscrit dans un cadre rural.

### Typologie
Au 1er janvier 2024, Moncassin est catégorisée commune rurale à habitat très dispersé, selon la nouvelle grille communale de densité à sept niveaux définie par l'Insee en 2022.
Elle est située hors unité urbaine. Par ailleurs la commune fait partie de l'aire d'attraction d'Auch, dont elle est une commune de la couronne,. Cette aire, qui regroupe 112 communes, est catégorisée dans les aires de 50 000 à moins de 200 000 habitants,.

### Occupation des sols
L'occupation des sols de la commune, telle qu'elle ressort de la base de données européenne d’occupation biophysique des sols Corine Land Cover (CLC), est marquée par l'importance des territoires agricoles (89,4 % en 2018), une proportion sensiblement équivalente à celle de 1990 (89,7 %). La répartition détaillée en 2018 est la suivante : 
terres arables (75,4 %), forêts (8,9 %), zones agricoles hétérogènes (8,4 %), prairies (5,6 %), milieux à végétation arbustive et/ou herbacée (1,7 %). L'évolution de l’occupation des sols de la commune et de ses infrastructures peut être observée sur les différentes représentations cartographiques du territoire : la carte de Cassini (XVIIIe siècle), la carte d'état-major (1820-1866) et les cartes ou photos aériennes de l'IGN pour la période actuelle (1950 à aujourd'hui).

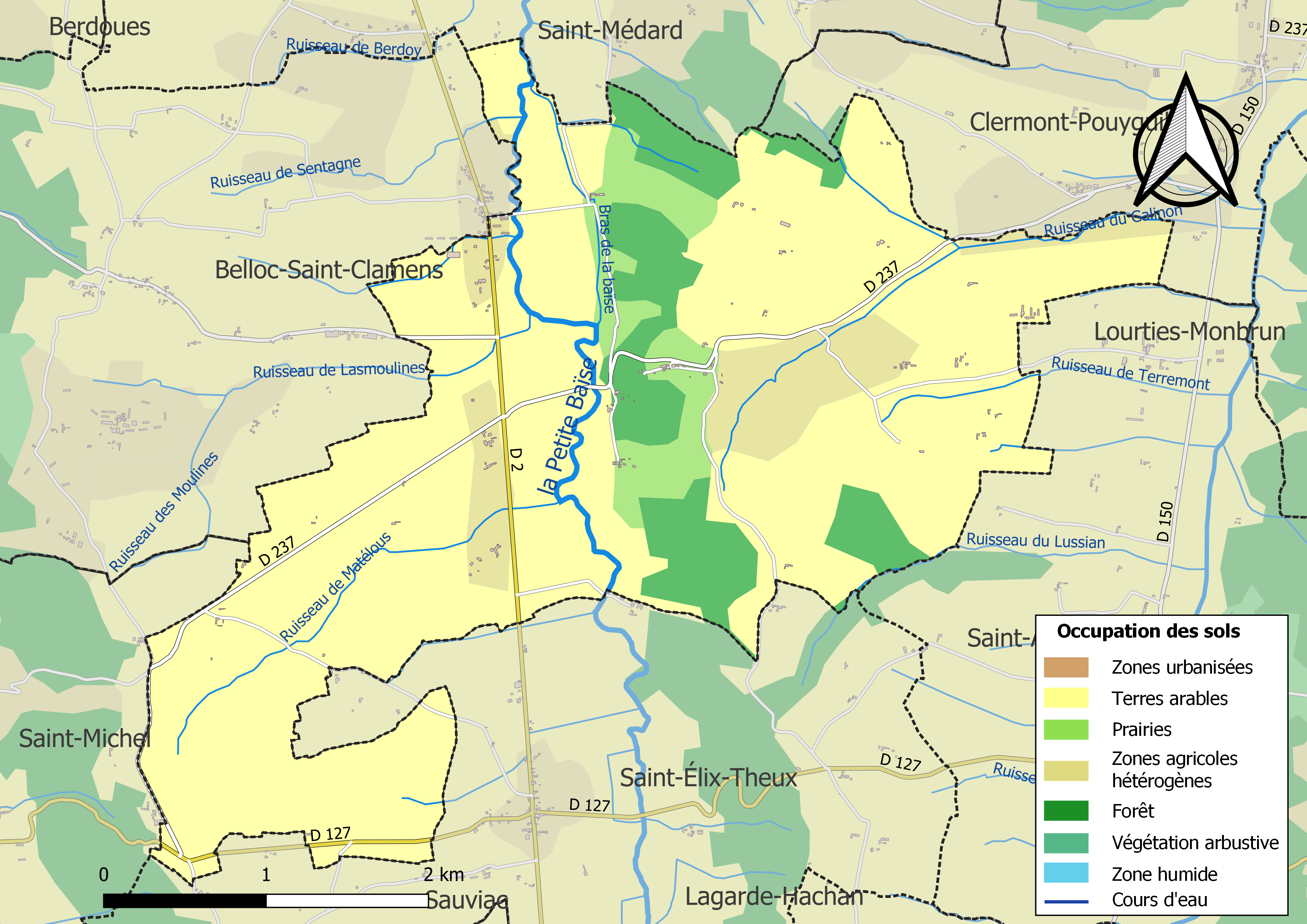
Carte des infrastructures et de l'occupation des sols de la commune en 2018 (CLC).

### Voies de communication et transports

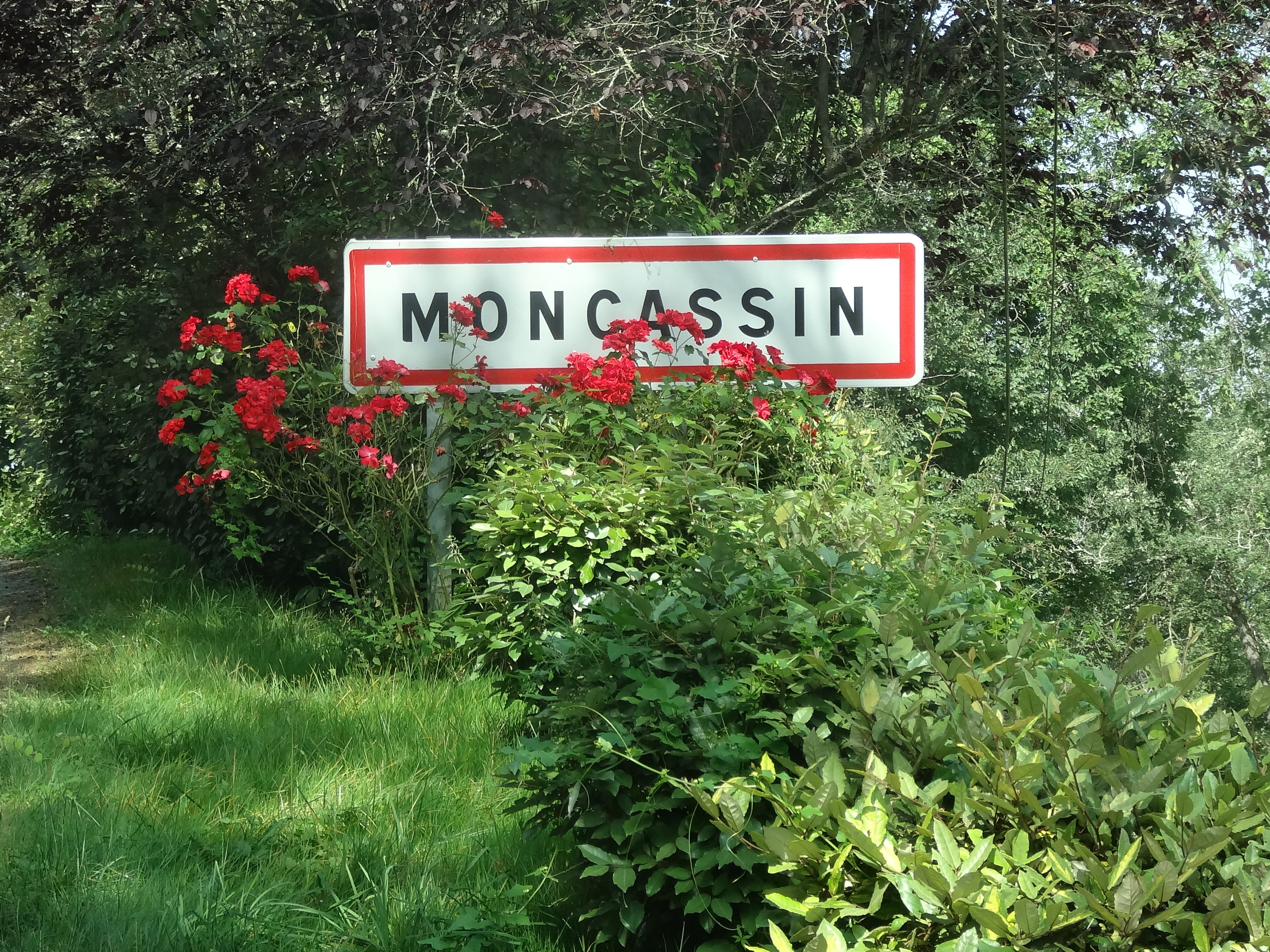
Panneau d'entrée du village.

### Risques majeurs
Le territoire de la commune de Moncassin est vulnérable à différents aléas naturels : météorologiques (tempête, orage, neige, grand froid, canicule ou sécheresse) et séisme (sismicité faible). Un site publié par le BRGM permet d'évaluer simplement et rapidement les risques d'un bien localisé soit par son adresse soit par le numéro de sa parcelle.

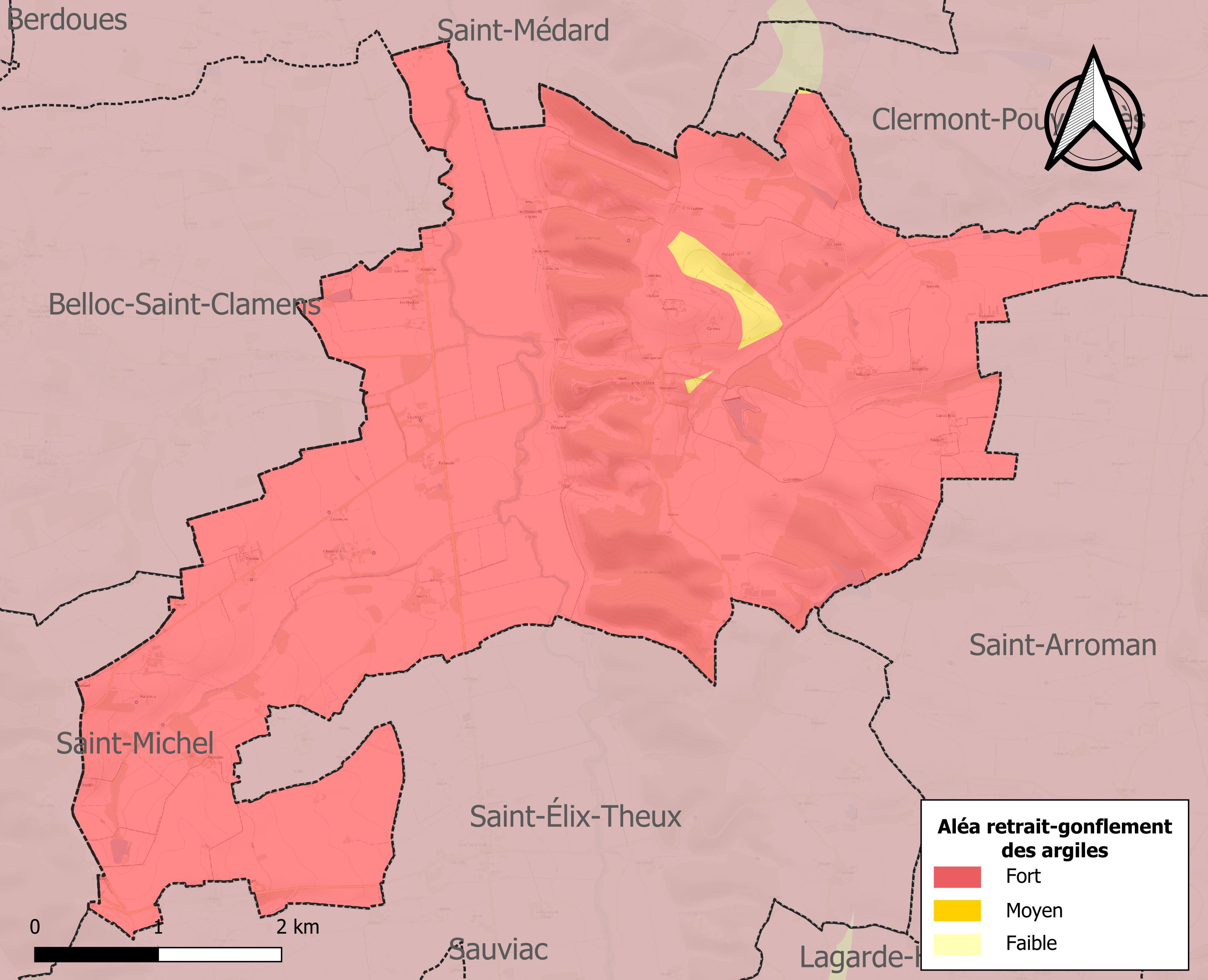
Carte des zones d'aléa retrait-gonflement des sols argileux de Moncassin.

Le retrait-gonflement des sols argileux est susceptible d'engendrer des dommages importants aux bâtiments en cas d’alternance de périodes de sécheresse et de pluie. La totalité de la commune est en aléa moyen ou fort (94,5 % au niveau départemental et 48,5 % au niveau national). Sur les 67 bâtiments dénombrés sur la commune en 2019, 67 sont en aléa moyen ou fort, soit 100 %, à comparer aux 93 % au niveau départemental et 54 % au niveau national. Une cartographie de l'exposition du territoire national au retrait gonflement des sols argileux est disponible sur le site du BRGM,.
Par ailleurs, afin de mieux appréhender le risque d’affaissement de terrain, l'inventaire national des cavités souterraines permet de localiser celles situées sur la commune.
La commune a été reconnue en état de catastrophe naturelle au titre des dommages causés par les inondations et coulées de boue survenues en 1999, 2009 et 2018. Concernant les mouvements de terrains, la commune a été reconnue en état de catastrophe naturelle au titre des dommages causés par la sécheresse en 1989 et 2016 et par des mouvements de terrain en 1999.

## Toponymie
L'étymologie évoque un mont planté de chênes (« cassou » en gascon)[réf. souhaitée].

## Histoire
La première mention écrite du nom de Moncassin est relevée dans le cartulaire de l’abbaye de Berdoues en 1156 : l’acte souligne la présence de la cour comtale d’Astarac dans le lieu (« in curia Astaracensi apud Montemcassinum »).
Sur une crête surplombant la Petite-Baïse, le village s’est formé autour d’une des principales forteresses comtales d'Astarac. Il constituait entre 1150 et 1250, avec Durban, Castelnau-Barbarens et Villefranche, une des capitales d’un pays qui s'étendait au sud de l’actuel département du Gers, avant que le comte d'Astarac ne crée la bastide de Mirande en 1281 et n'y déplace son château principal.
Les privilèges des trois seigneurs de Moncassin (le comte d’Astarac pour la plus grande partie du territoire, les Hospitaliers de l'ordre de Saint-Jean de Jérusalem et le comte de Béon, seigneur de Lapalu) sont abolis par la Révolution. Avec la mairie et l’école publique, la République est présente au village.

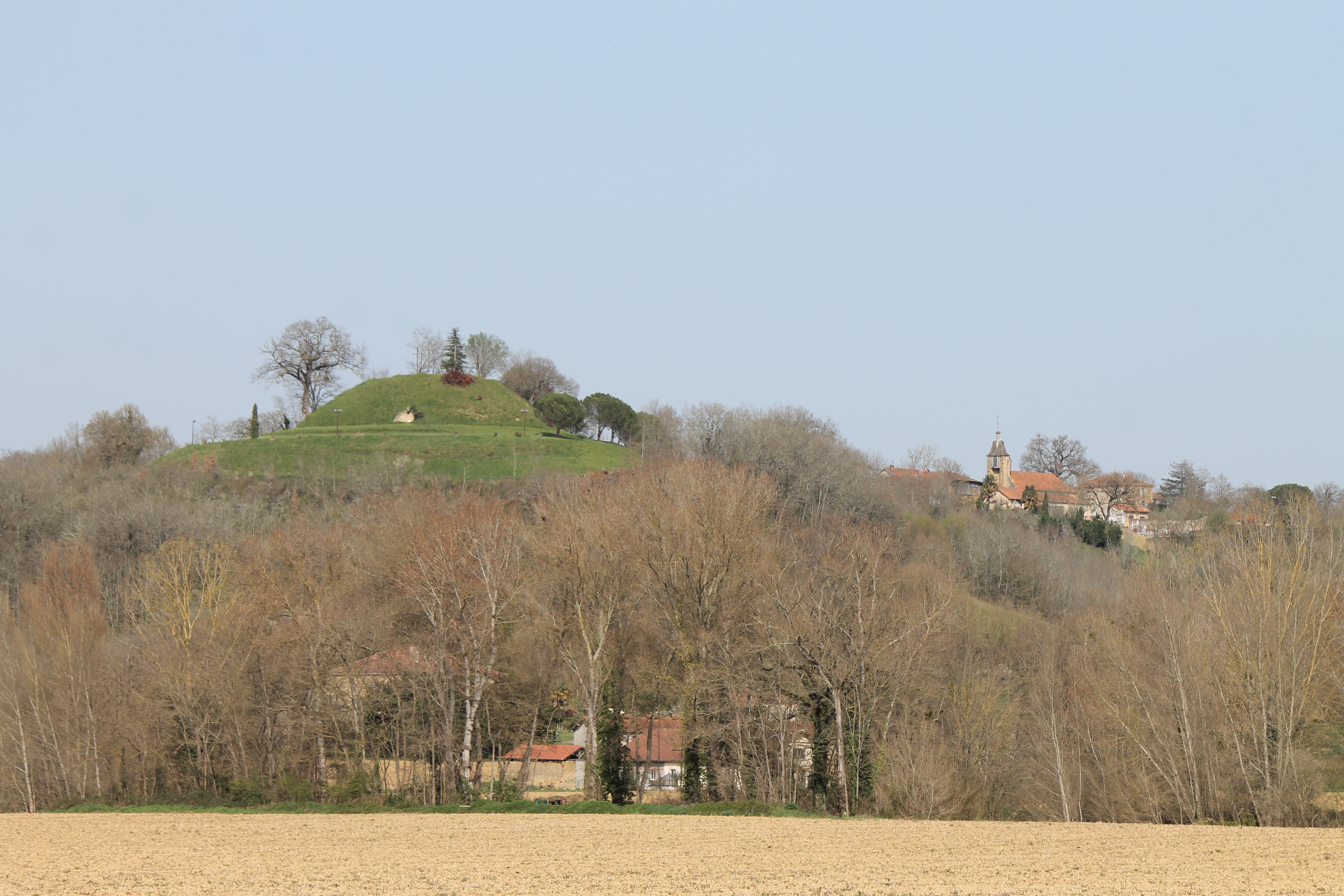
La motte castrale.

De son passé, Moncassin conserve un riche patrimoine historique, comme en témoignent la motte castrale, l’église paroissiale, l’Hôpital et le château de Lapalu. On découvre le long des routes de nombreuses maisons anciennes, construites ou reconstruites selon le style du pays au début du XIXe siècle.

### Les Hospitaliers
Les sources écrites des XIIe et XIIIe siècles donnent des mentions nombreuses d’un « hôpital Saint-Jean » à Moncassin. Il s’agit d’un centre seigneurial et exploitation agricole qui appartient à l’ordre de Saint-Jean de Jérusalem (ou ordre des Hospitaliers). D’abord dépendant de Gavarnie au XIIe siècle, Moncassin est érigée en commanderie distincte au début du XIIIe siècle, avant d’être rattachée à la commanderie de Boudrac (Haute-Garonne). Au pied de la motte castrale, auprès de la principale route nord-sud de la vallée, l’Hôpital était constitué d’un bâtiment d’habitation et d’une chapelle Saint-Jean, dont les ruines sont encore visibles au XVIIIe siècle. L’actuelle maison a été bâtie au XIXe siècle à l’emplacement de l’ancienne église.

## Politique et administration

### Liste des maires

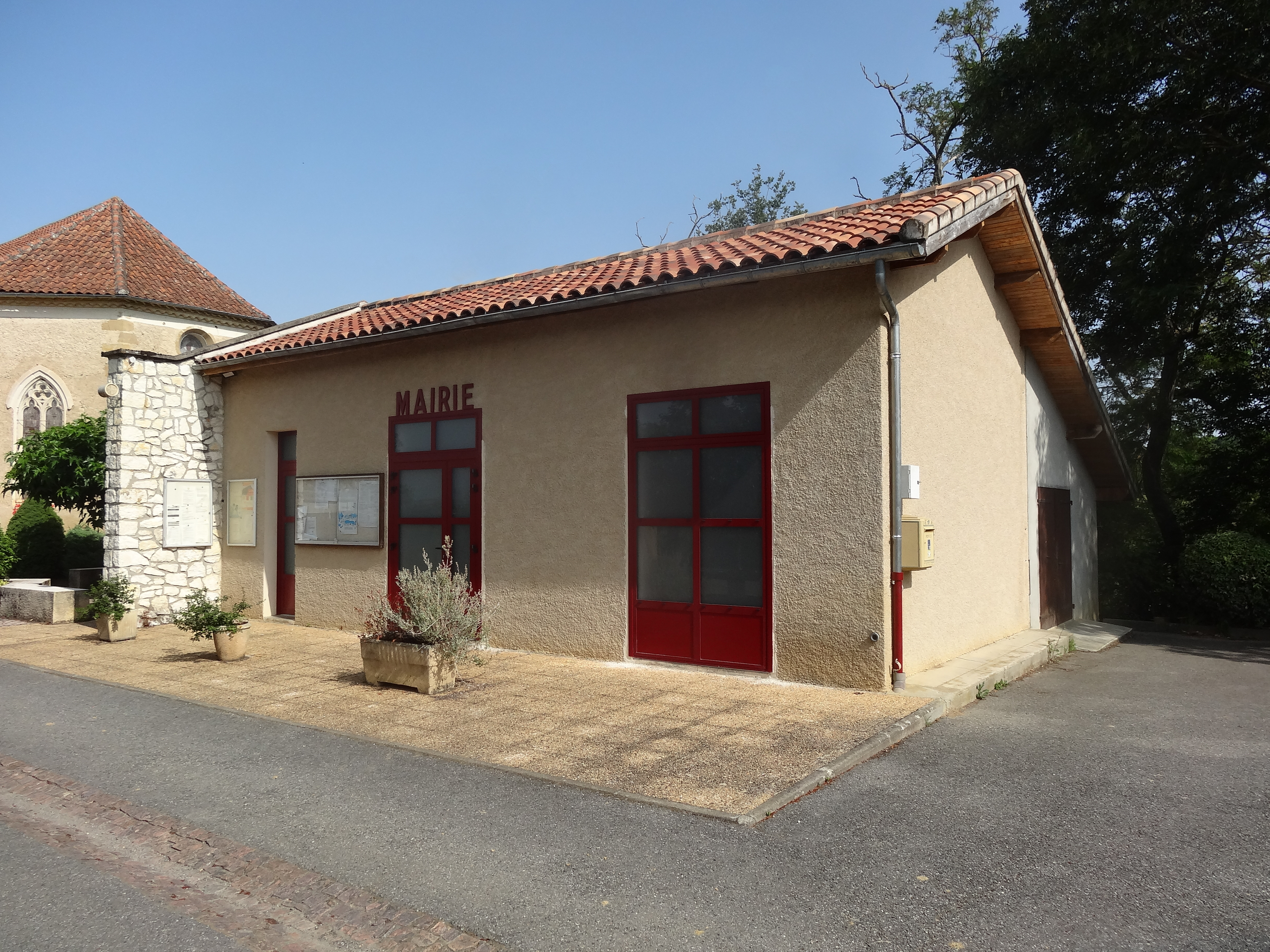
La mairie.

| Période   | Période  | Identité                   | Étiquette | Qualité     |
| --------- | -------- | -------------------------- | --------- | ----------- |
| 1792      | 1798     | Pierre Fortassin           |           |             |
| 1798      | 1799     | Joseph Abadie              |           |             |
| 1799      | 1800     | Pierre Verdier             |           |             |
| 1800      | 1803     | Joseph Abadie              |           |             |
| 1803      | 1816     | Jean Abadie                |           |             |
| 1816      | 1830     | Pierre Fortassin           |           |             |
| 1830      | 1831     | Sébastien Laborie          |           |             |
| 1831      | 1840     | Jean Abadie                |           |             |
| 1840      | 1845     | Sébastien Laborie          |           |             |
| 1845      | 1848     | Pierre Fortassin           |           |             |
| 1848      | 1851     | Alexis Bonnassies          |           |             |
| 1851      | 1854     | Jean-paul Bonnassies       |           |             |
| 1854      | 1857     | Joseph François Bonnassies |           |             |
| 1857      | 1870     | Jean-pierre Bonnassies     |           |             |
| 1870      | 1871     | Amédée Abadie              |           |             |
| 1871      | 1876     | Joseph François Bonnassies |           |             |
| 1876      | 1887     | Alexis Dominique Bonnasies |           |             |
| 1887      | 1892     | Jean-pierre Bonnassies     |           |             |
| 1892      | 1903     | Louis Etienne Verdier      |           |             |
| 1903      | 1912     | Edouard Abadie             |           |             |
| 1912      | 1925     | Jean-marie Dulac           |           |             |
| 1925      | 1935     | Jean-marie Bonnassies      |           |             |
| 1935      | 1977     | Eloi Verdier               | SFIO      | Agriculteur |
| 1977      | 1989     | Roger Tarrieux             | PS        |             |
| 1989      | 2001     | Albert Lagleize            |           |             |
| mars 2001 | En cours | Jean-Claude Verdier        | PS        | Agriculteur |

## Population et société

### Démographie
L'évolution du nombre d'habitants est connue à travers les recensements de la population effectués dans la commune depuis 1793. Pour les communes de moins de 10 000 habitants, une enquête de recensement portant sur toute la population est réalisée tous les cinq ans, les populations de référence des années intermédiaires étant quant à elles estimées par interpolation ou extrapolation. Pour la commune, le premier recensement exhaustif entrant dans le cadre du nouveau dispositif a été réalisé en 2004.

En 2022, la commune comptait 124 habitants, en évolution de −9,49 % par rapport à 2016 (Gers : +1,04 %, France hors Mayotte : +2,11 %).
| 1793 | 1800 | 1806 | 1821 | 1831 | 1841 | 1846 | 1851 | 1856 |
| ---- | ---- | ---- | ---- | ---- | ---- | ---- | ---- | ---- |
| 440  | 448  | 464  | 449  | 503  | 388  | 506  | 510  | 531  |

| 1861 | 1866 | 1872 | 1876 | 1881 | 1886 | 1891 | 1896 | 1901 |
| ---- | ---- | ---- | ---- | ---- | ---- | ---- | ---- | ---- |
| 441  | 432  | 389  | 414  | 411  | 406  | 381  | 370  | 356  |

| 1906 | 1911 | 1921 | 1926 | 1931 | 1936 | 1946 | 1954 | 1962 |
| ---- | ---- | ---- | ---- | ---- | ---- | ---- | ---- | ---- |
| 340  | 335  | 266  | 238  | 236  | 217  | 220  | 208  | 183  |

| 1968 | 1975 | 1982 | 1990 | 1999 | 2004 | 2006 | 2009 | 2014 |
| ---- | ---- | ---- | ---- | ---- | ---- | ---- | ---- | ---- |
| 177  | 151  | 138  | 122  | 119  | 119  | 120  | 136  | 136  |

| 2019 | 2022 | - | - | - | - | - | - | - |
| ---- | ---- | - | - | - | - | - | - | - |
| 127  | 124  | - | - | - | - | - | - | - |

### Manifestations culturelles et festivités

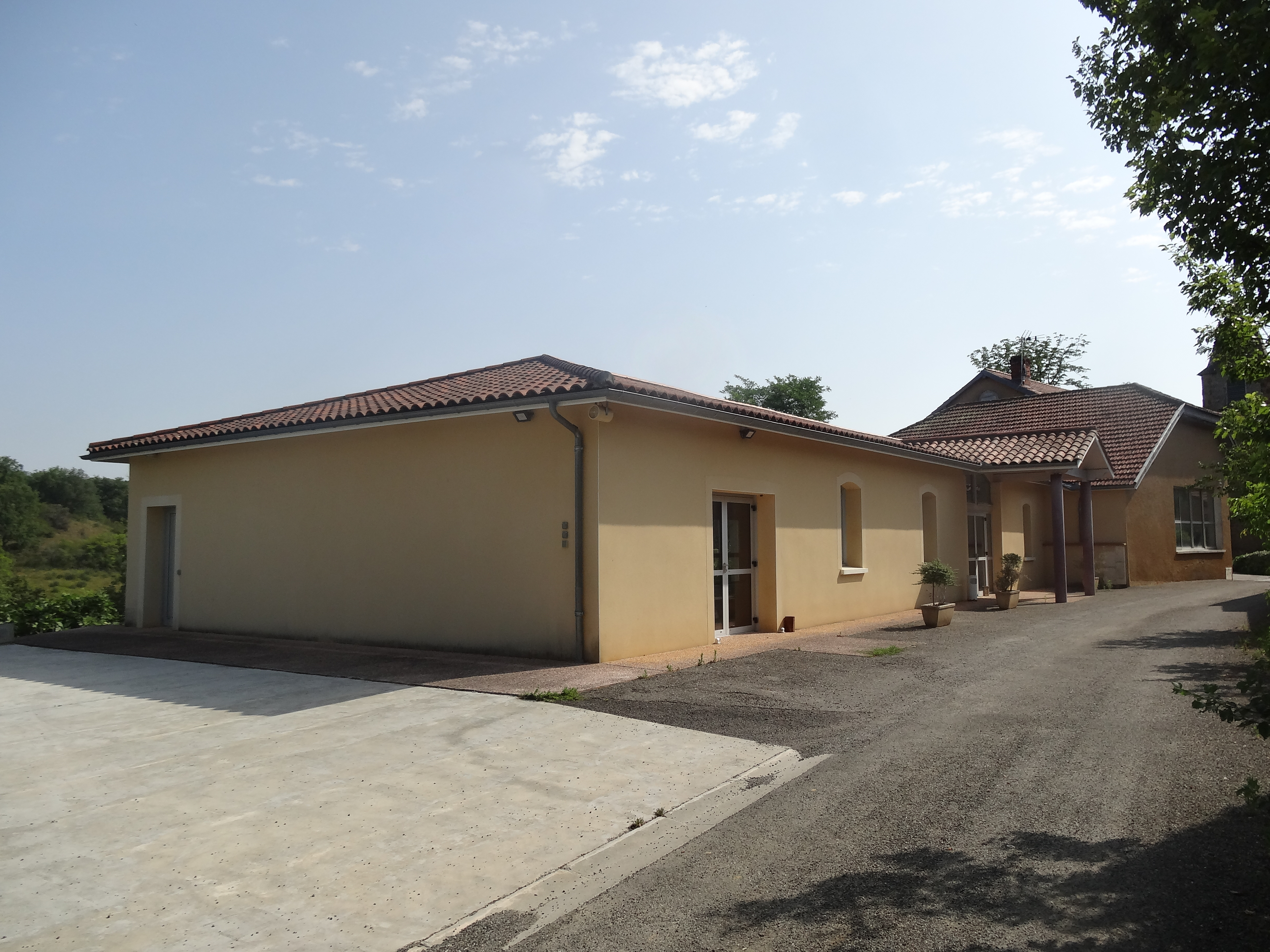
La salle des fêtes.

- Fête patronale : dimanche suivant le 22 juillet[33].

## Économie

### Emploi
|                | 2008  | 2013  | 2018  |
| -------------- | ----- | ----- | ----- |
| Commune        | 6,6 % | 6,9 % | 5,8 % |
| Département    | 6,1 % | 7,5 % | 8,2 % |
| France entière | 8,3 % | 10 %  | 10 %  |

En 2018, la population âgée de 15 à 64 ans s'élève à 71 personnes, parmi lesquelles on compte 72,5 % d'actifs (66,7 % ayant un emploi et 5,8 % de chômeurs) et 27,5 % d'inactifs,. En  2018, le taux de chômage communal (au sens du recensement) des 15-64 ans est inférieur à celui de la France et département, alors qu'en 2008 il était supérieur à celui du département et inférieur à celui de la France.
La commune fait partie de la couronne de l'aire d'attraction d'Auch, du fait qu'au moins 15 % des actifs travaillent dans le pôle,. Elle compte 20 emplois en 2018, contre 17 en 2013 et 21 en 2008. Le nombre d'actifs ayant un emploi résidant dans la commune est de 49, soit un indicateur de concentration d'emploi de 39,8 % et un taux d'activité parmi les 15 ans ou plus de 45,2 %.
Sur ces 49 actifs de 15 ans ou plus ayant un emploi, 11 travaillent dans la commune, soit 23 % des habitants. Pour se rendre au travail, 64,6 % des habitants utilisent un véhicule personnel ou de fonction à quatre roues, 4,2 % les transports en commun, 16,7 % s'y rendent en deux-roues, à vélo ou à pied et 14,6 % n'ont pas besoin de transport (travail au domicile).

### Activités hors agriculture
11 établissements sont implantés  à Moncassin au 31 décembre 2019.
Le secteur de l'industrie manufacturière, des industries extractives et autres est prépondérant sur la commune puisqu'il représente 45,5 % du nombre total d'établissements de la commune (5 sur les 11 entreprises implantées  à Moncassin), contre 12,3 % au niveau départemental.

### Agriculture

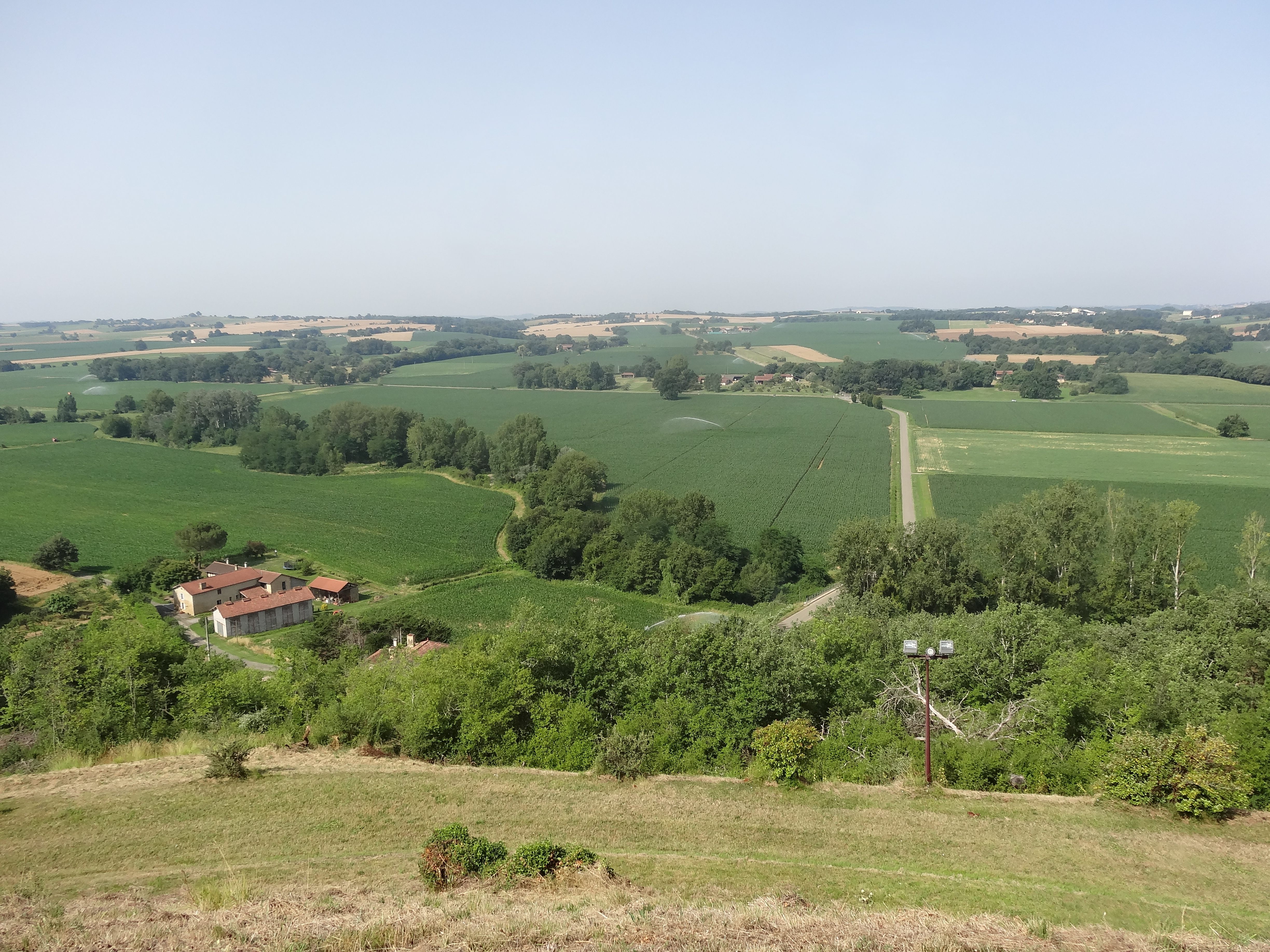
Plaine agricole située sur le territoire de la commune, photographiée depuis la motte castrale.

La commune est dans l'Astarac, une petite région agricole englobant tout le Sud du départementdu Gers, un quart de sa superficie, et correspond au pied de lʼéventail gascon. En 2020, l'orientation technico-économique de l'agriculture  sur la commune est la polyculture et/ou le polyélevage.
|               | 1988 | 2000 | 2010 | 2020 |
| ------------- | ---- | ---- | ---- | ---- |
| Exploitations | 24   | 14   | 11   | 11   |
| SAU (ha)      | 857  | 655  | 669  | 729  |

Le nombre d'exploitations agricoles en activité et ayant leur siège dans la commune est passé de 24 lors du recensement agricole de 1988  à 14 en 2000 puis à 11 en 2010 et enfin à 11 en 2020, soit une baisse de 54 % en 32 ans. Le même mouvement est observé à l'échelle du département qui a perdu pendant cette période 51 % de ses exploitations,. La surface agricole utilisée sur la commune a également diminué, passant de 857 ha en 1988 à 729 ha en 2020. Parallèlement la surface agricole utilisée moyenne par exploitation a augmenté, passant de 36 à 66 ha.

## Culture locale et patrimoine

### Lieux et monuments
- Église Sainte-Madeleine de Moncassin. L’église paroissiale Sainte-Madeleine de Moncassin est attestée depuis le milieu du XIIe siècle[38]. Les archives du séminaire d’Auch mentionnent l’existence avant la Révolution d’un pèlerinage local : les futures mères venaient demander à sainte Madeleine la protection de leur enfant à naître. Par ailleurs, tous les 6 août, une statue du Saint-Sauveur était autrefois portée en procession : elle était connue dans tous les environs pour les prodiges de guérison qu’on lui attribuait en faveur des enfants malades[39]. Menaçant ruine au milieu du XIXe siècle, le bâtiment est alors profondément remanié. Le clocher-mur triangulaire dans lequel s’ouvraient deux arcades romanes est remplacé par le clocher actuel. Sous celui-ci, les deux anciennes ouvertures sont toujours visibles. Deux cloches fondues par M. Escoubet, fondeur à Ramouzens (Gers), sont installées en 1889.

L'église Sainte-Madeleine
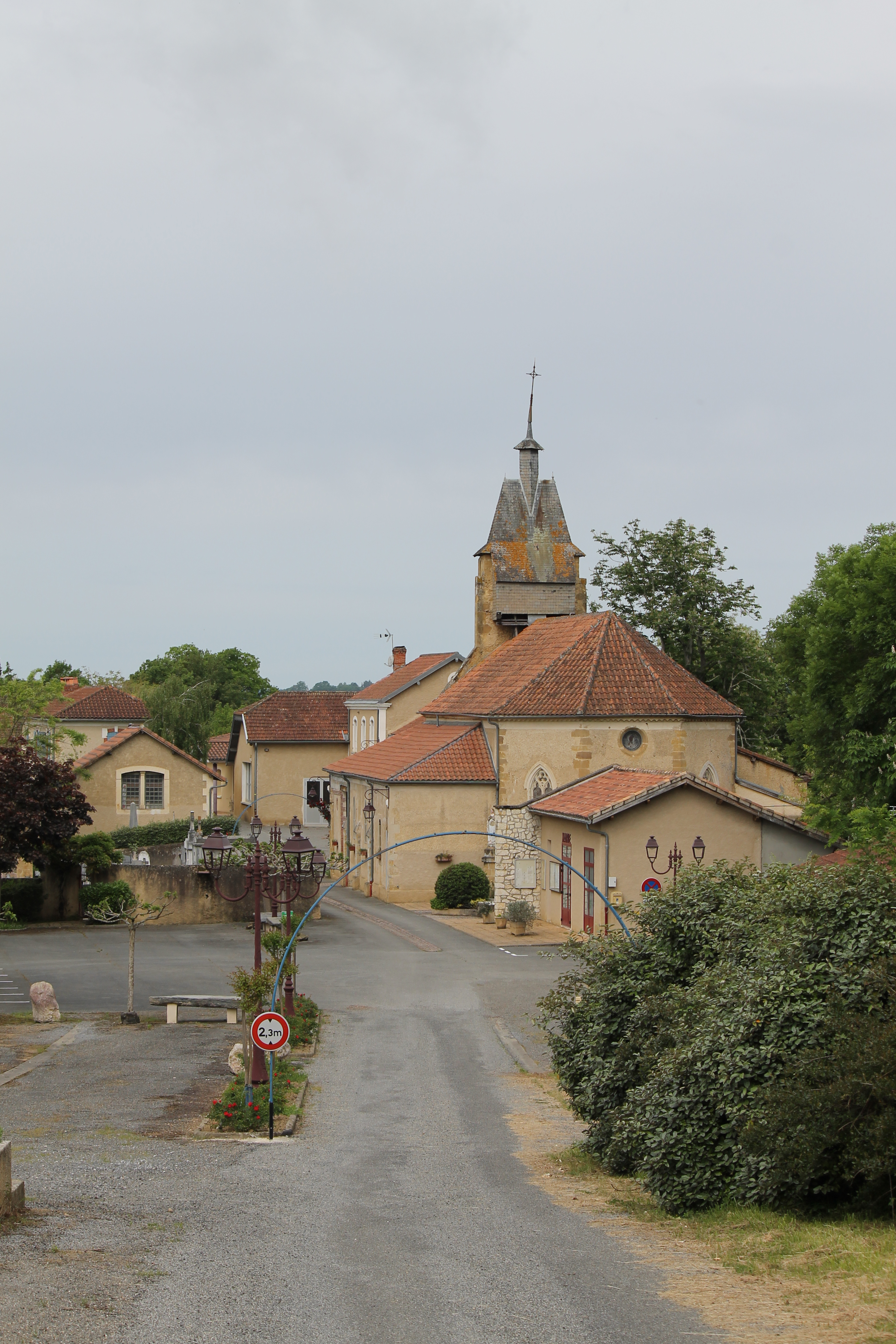
L'édifice en 2020.
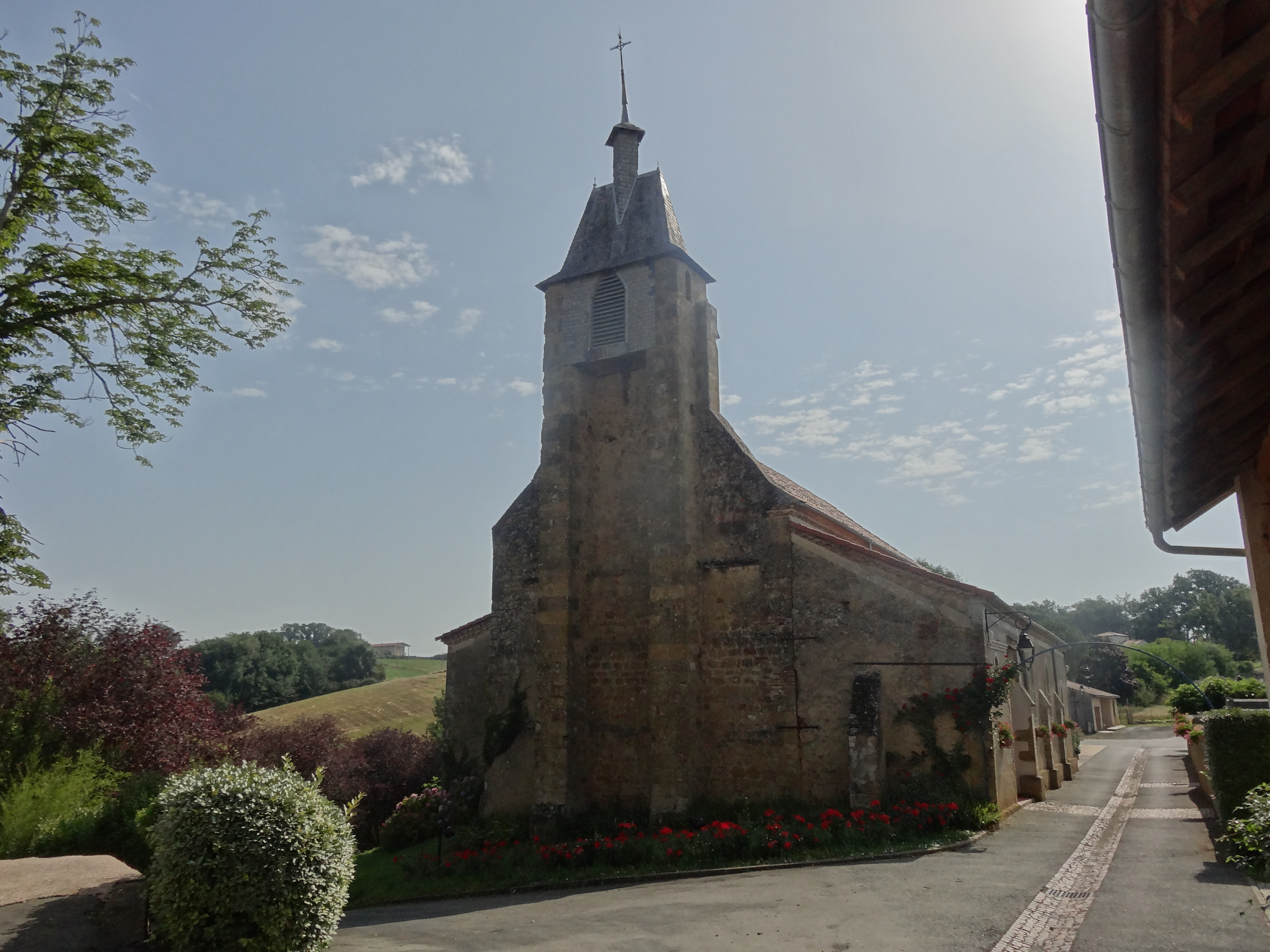
Vue ouest.
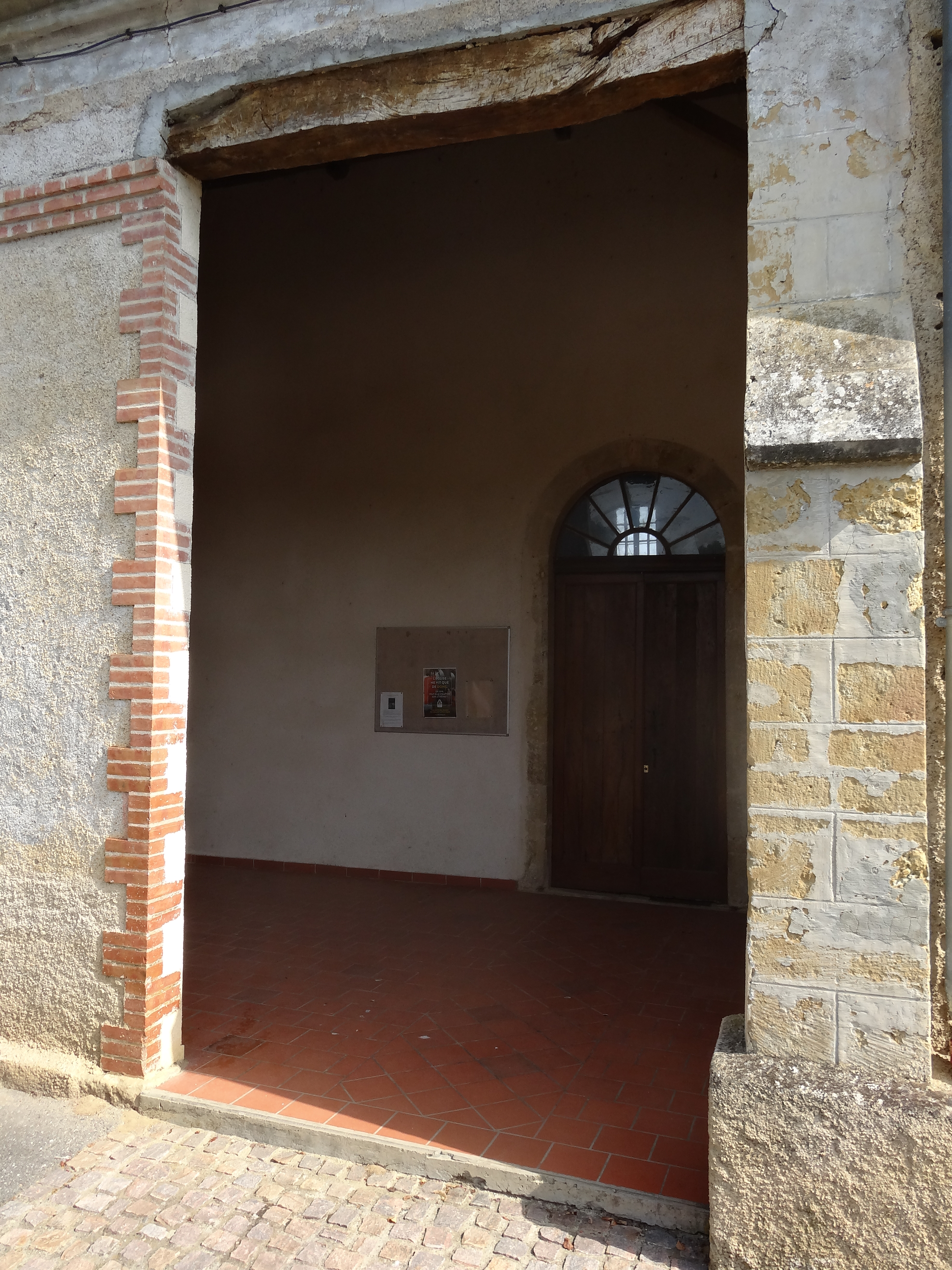
Le porche.

- La motte castrale de Moncassin. Installé à l’extrémité occidentale d’un promontoire calcaire dominant la vallée de la Petite-Baïse, le « Castéra » est une motte castrale parmi les plus remarquables de la Gascogne. Il domine le paysage d'où on peut avoir une vue sur la partie orientale des Pyrénées. De considérables travaux de terrassement ont remodelé la tête de l’éperon naturel sur lequel on a accumulé des matériaux provenant du vaste fossé creusé à l’est pour l’isoler du reste du promontoire[40]. Haut de plus de 10 mètres, cet ouvrage de terre portait une des forteresses du comte d’Astarac : vraisemblablement une tour de plan quadrangulaire, comme celles encore en élévation à Lasseube-Propre ou à Miramont-d’Astarac[41]. Pièce maîtresse des possessions comtales, la forteresse est citée en 1244, avec Castelnau-Barbarens, Durban, Lasseube-Propre et Simorre, dans l’hommage rendu par le comte Centulle II et sa mère Segnis de Lomagne au comte de Toulouse pour l’ensemble du comté[42]. La fouille archéologique de 1984 a révélé que la tour avait été démantelée jusqu’à ses fondements, probablement dans la seconde moitié du XIXe siècle[43] : en 1856, l’érudit Justin Cénac-Moncaut voit encore des pans de murs au sommet de la butte[44].

La motte castrale
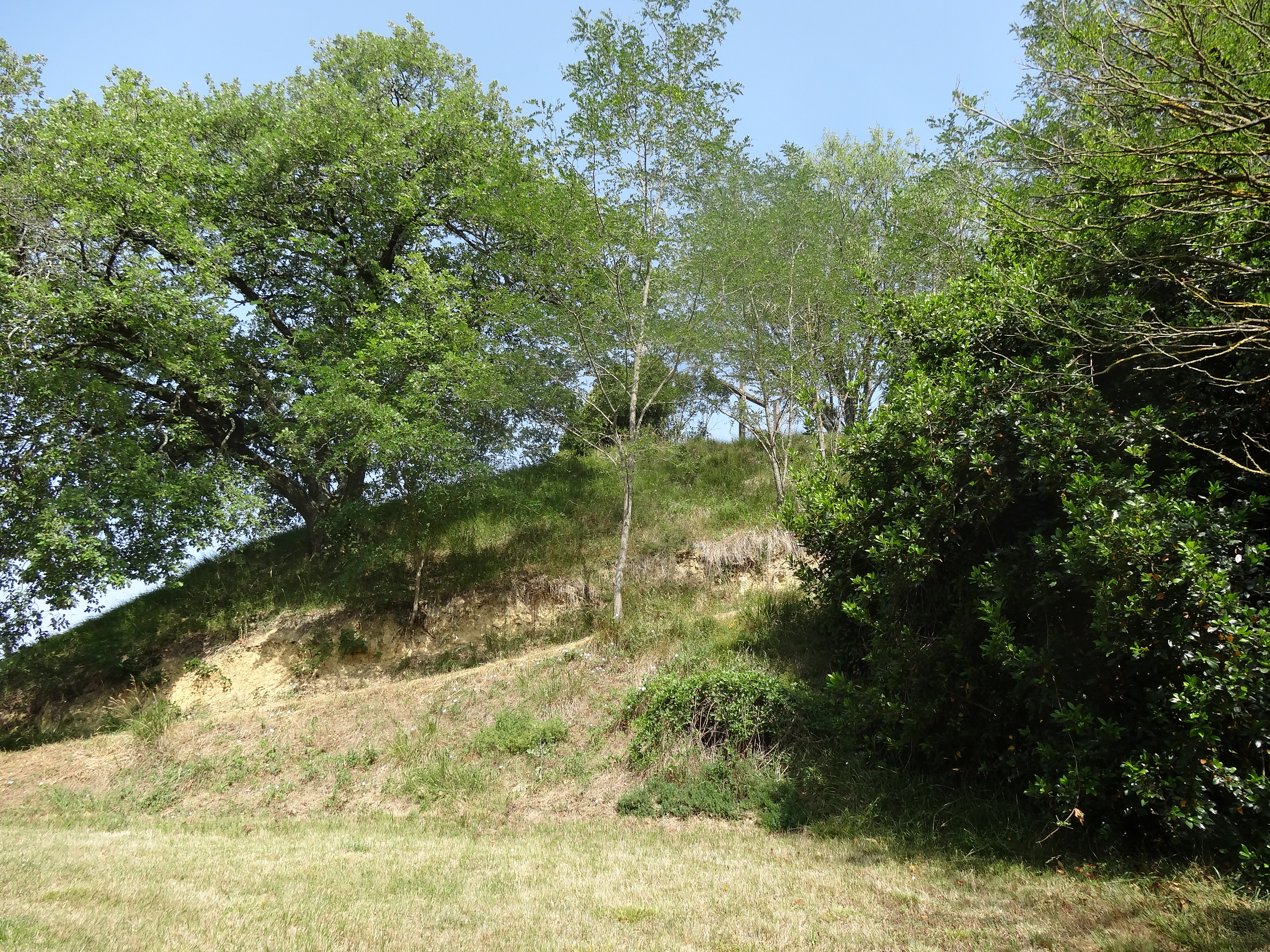
La motte en 2019.
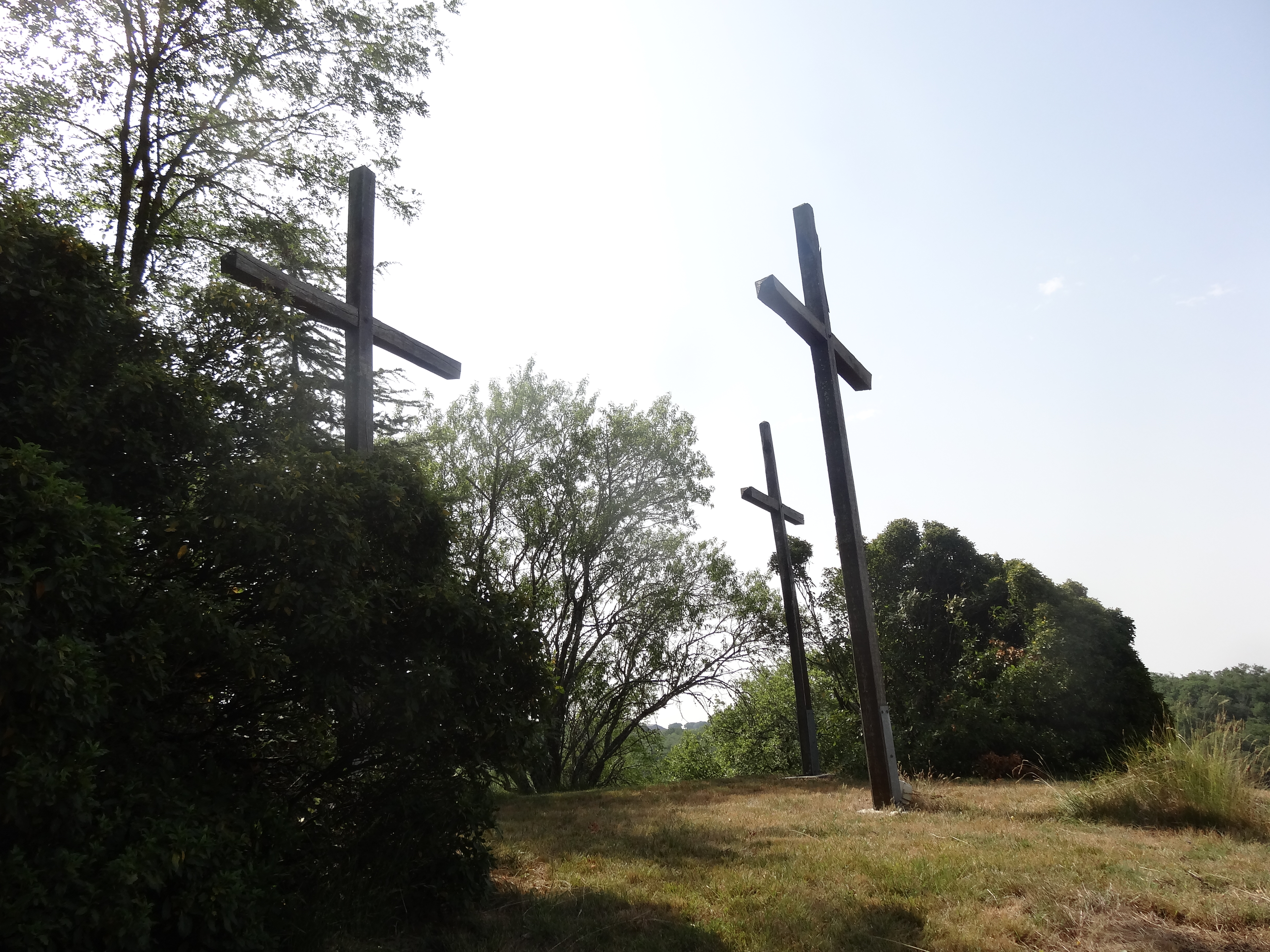
Le calvaire composé de trois croix surmontant la motte.
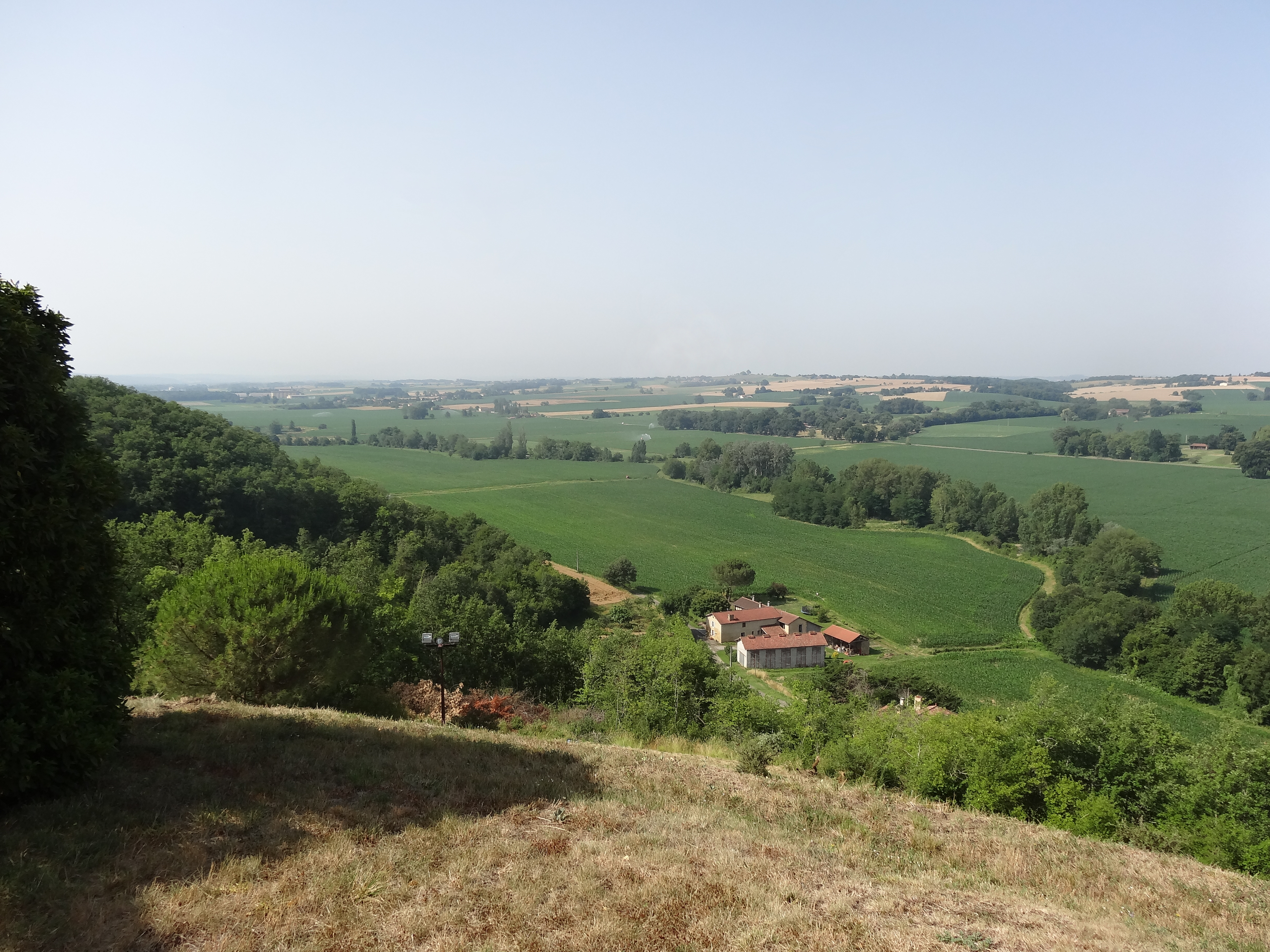
Point de vue.
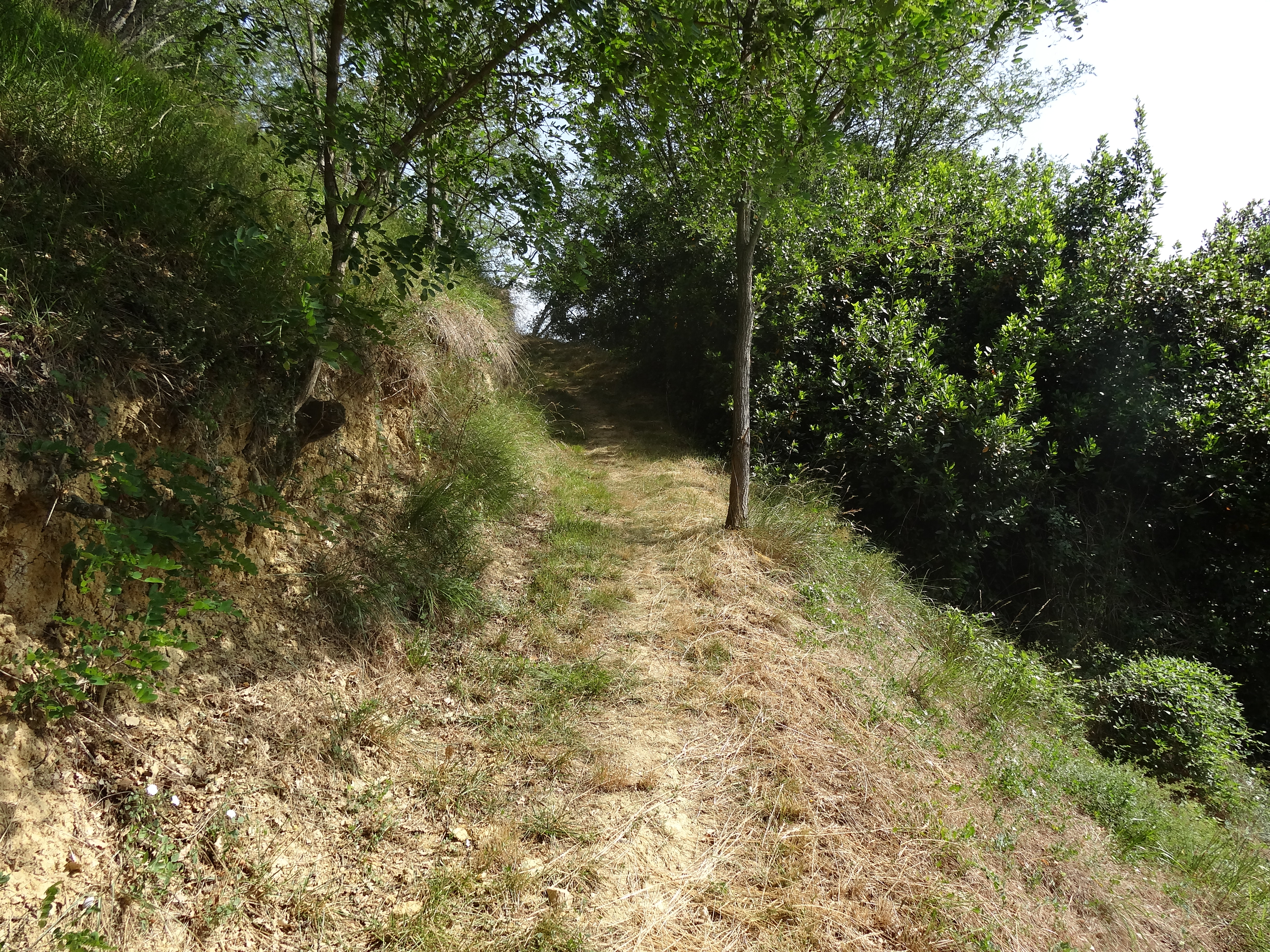
Le chemin d'accès au sommet.

- Le château de Lapalu est jusqu’à la Révolution la propriété de la famille de Béon, vassale directe des comtes d’Astarac. Cette lignée est présente à Moncassin à partir du XIIIe siècle, lorsqu’en 1269 Arnaud de Béon épouse Jeanne de Lapalu. Le dernier comte François-Frédéric est présent dans l’entourage de Louis XVI lors des journées révolutionnaires de 1789[45]. Il émigre à Coblence en 1791 et lève une « Légion de Béon » pour combattre les troupes de la République. Après plusieurs échecs militaires, Béon gagne Trinité-et-Tobago, dans les Caraïbes, où il meurt en 1802. Le château est vendu comme bien national en 1794 : une partie des bâtiments est achetée par François Bousquet, médecin à Mirande et député montagnard du Gers à la Convention. Le château de Lapalu présente aujourd'hui à l’ouest une tour médiévale, dans laquelle s’ouvrent trois demi-croisées encadrées de moulures prismatiques, attribuées au XVe siècle. La tour est prolongée à l’est par un long bâtiment rectangulaire à trois niveaux, qui adopte le style sobre des maisons nobles de l’Astarac à l’Epoque moderne (XVIIe – XVIIIe siècles). Un pavillon d’entrée élevé à la toute fin du XVIIIe siècle, s’avance sur la cour principale. La partie arrière avec l’escalier d’honneur s’est effondrée au milieu du XIXe siècle. A l’est s’étendent les communs : garages à carrosses et écuries avec chambres des domestiques à l’étage, granges et hangars, probablement colombier. Un beau cadran solaire orne la façade méridionale[46].

Le château de Lapalu
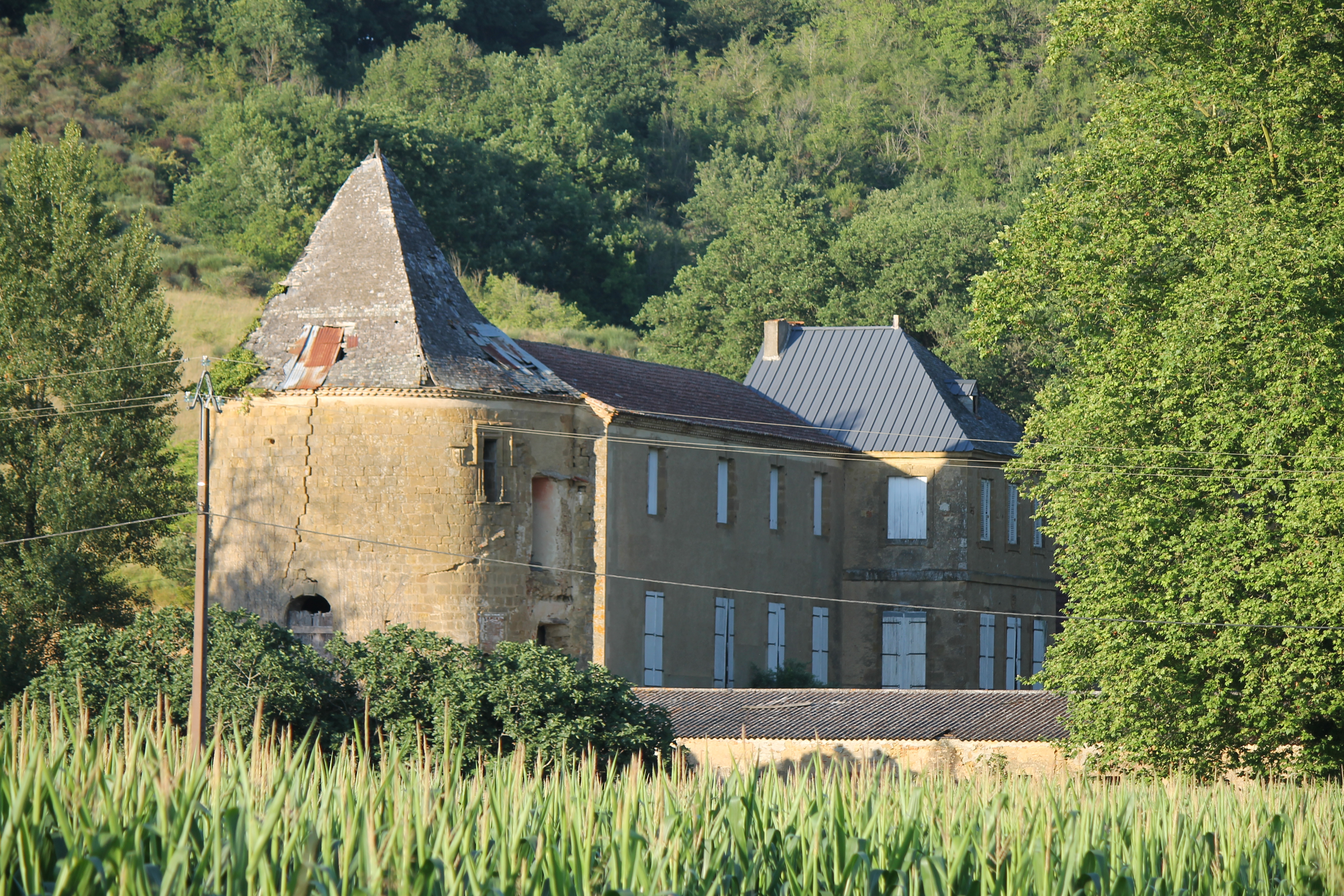
Vue générale du monument.
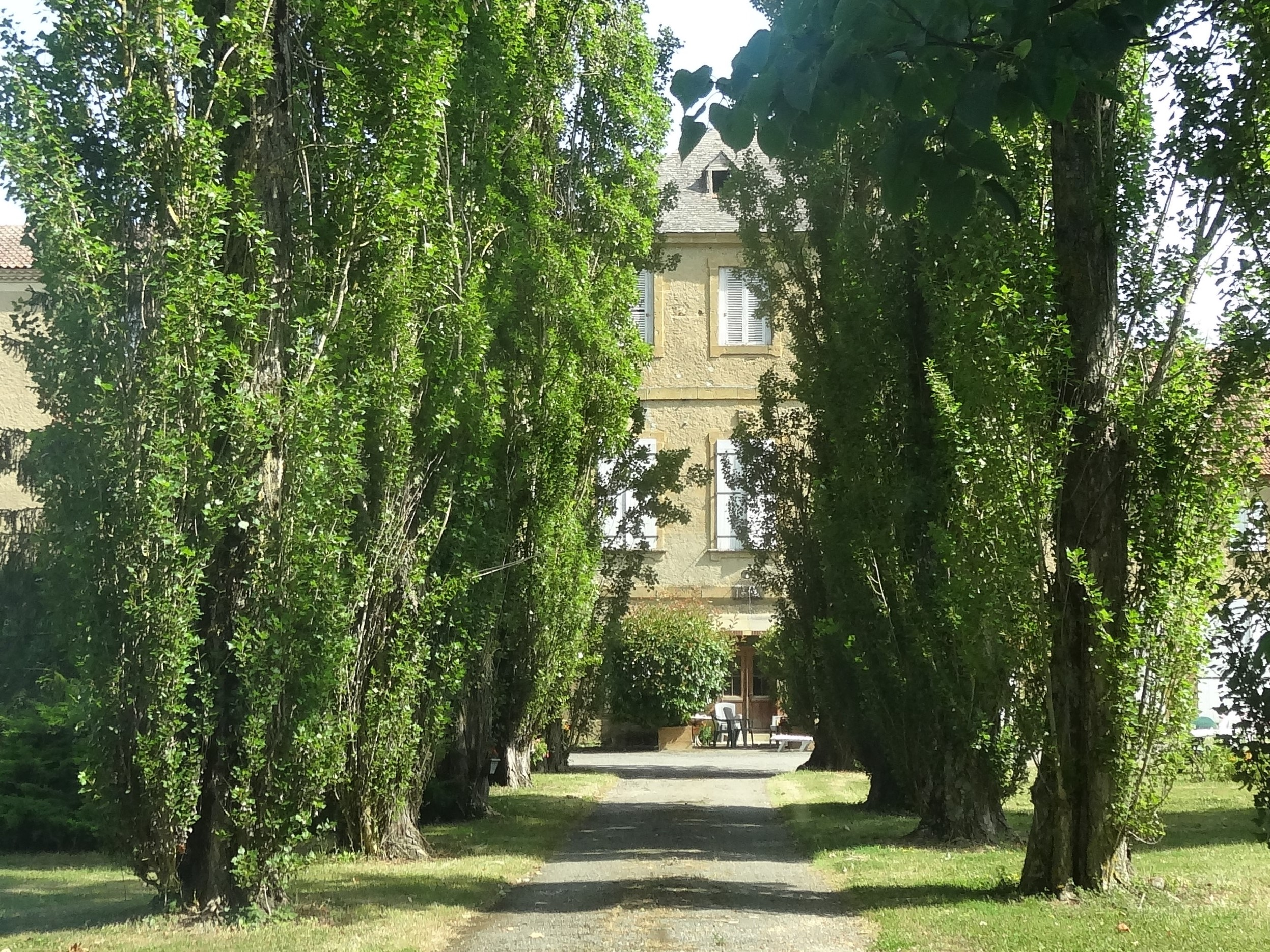
L'allée d'accès.

Autres lieux et monuments
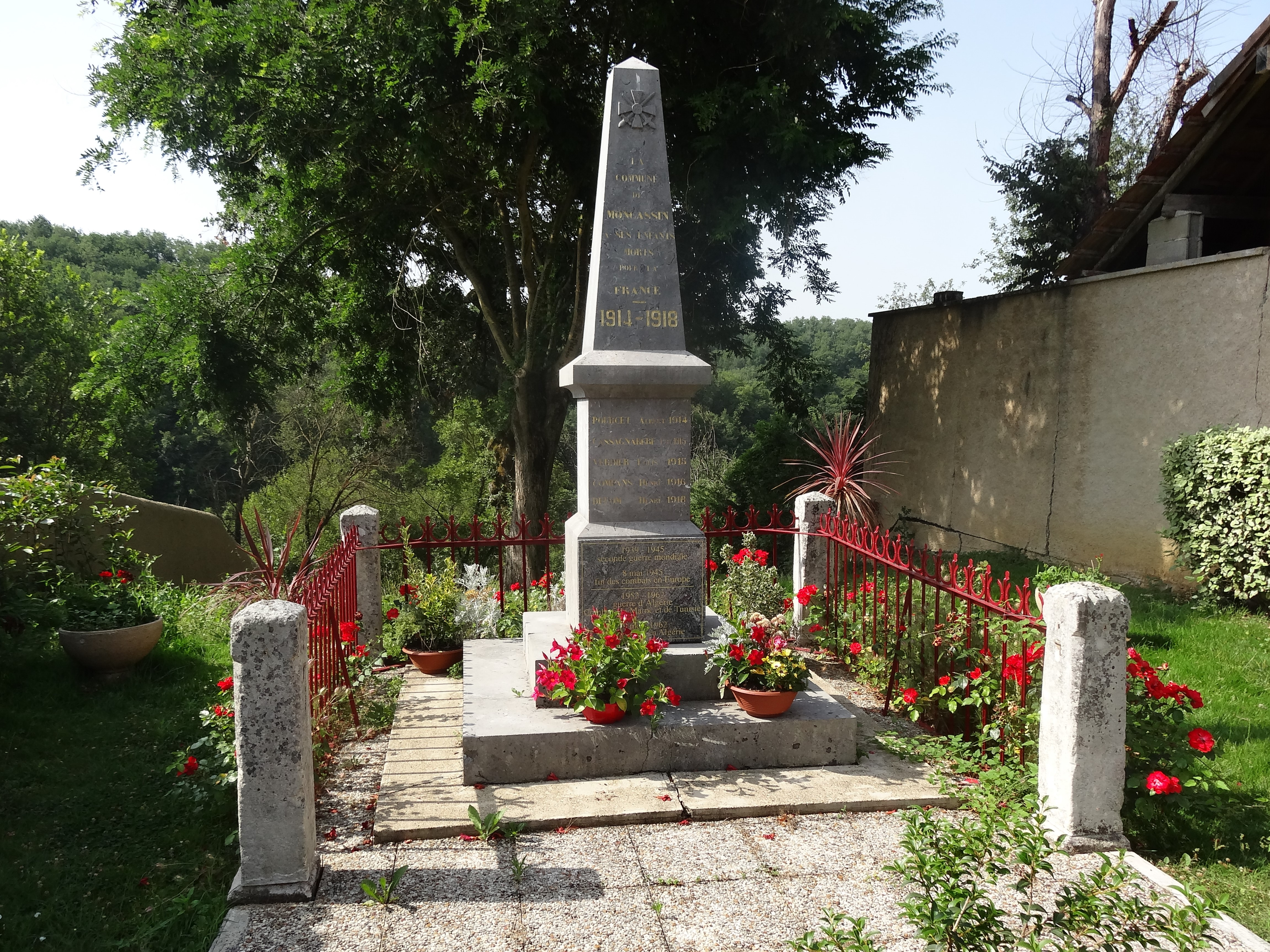
Le monument aux morts.
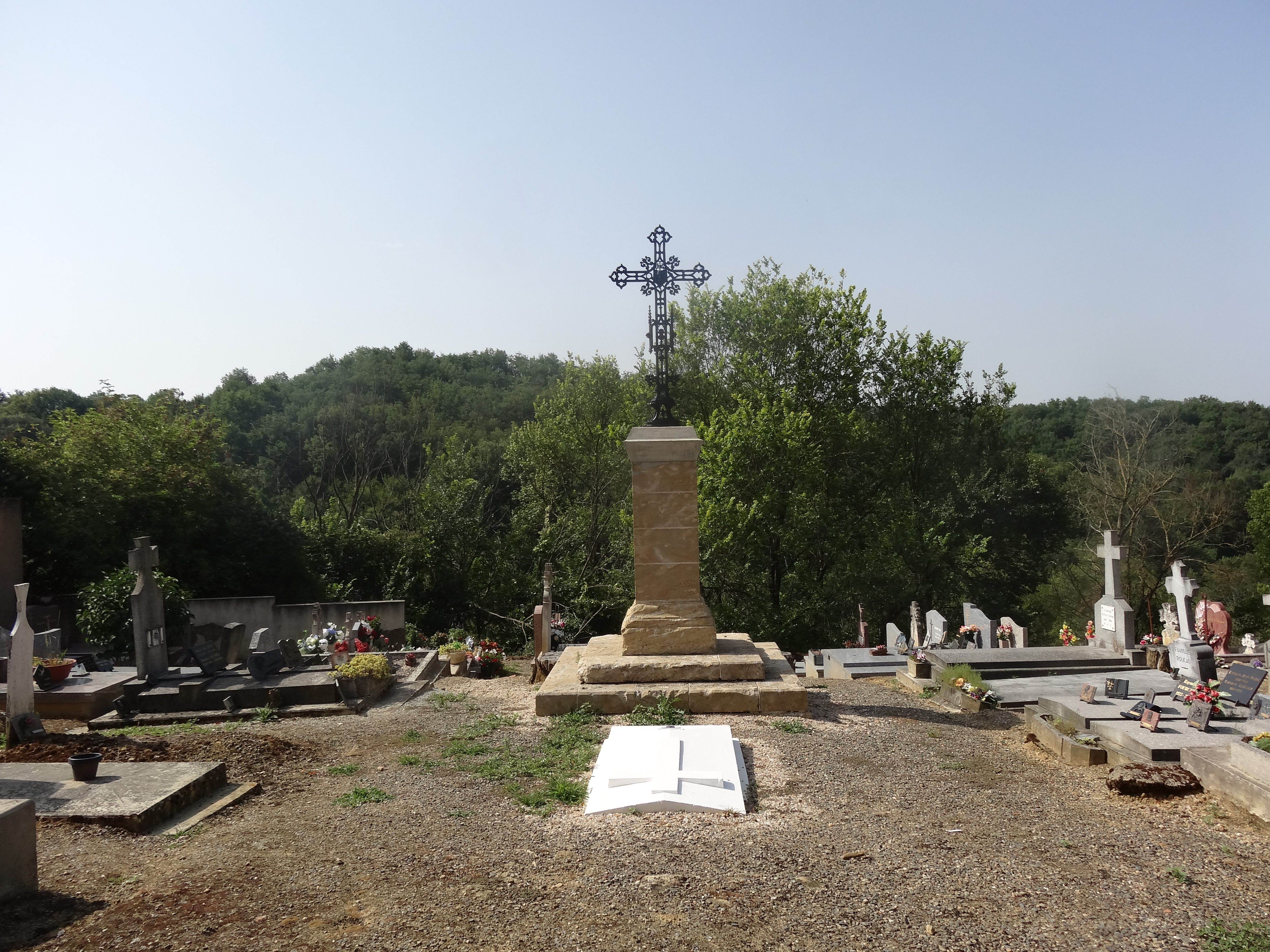
Croix dans le cimetière.
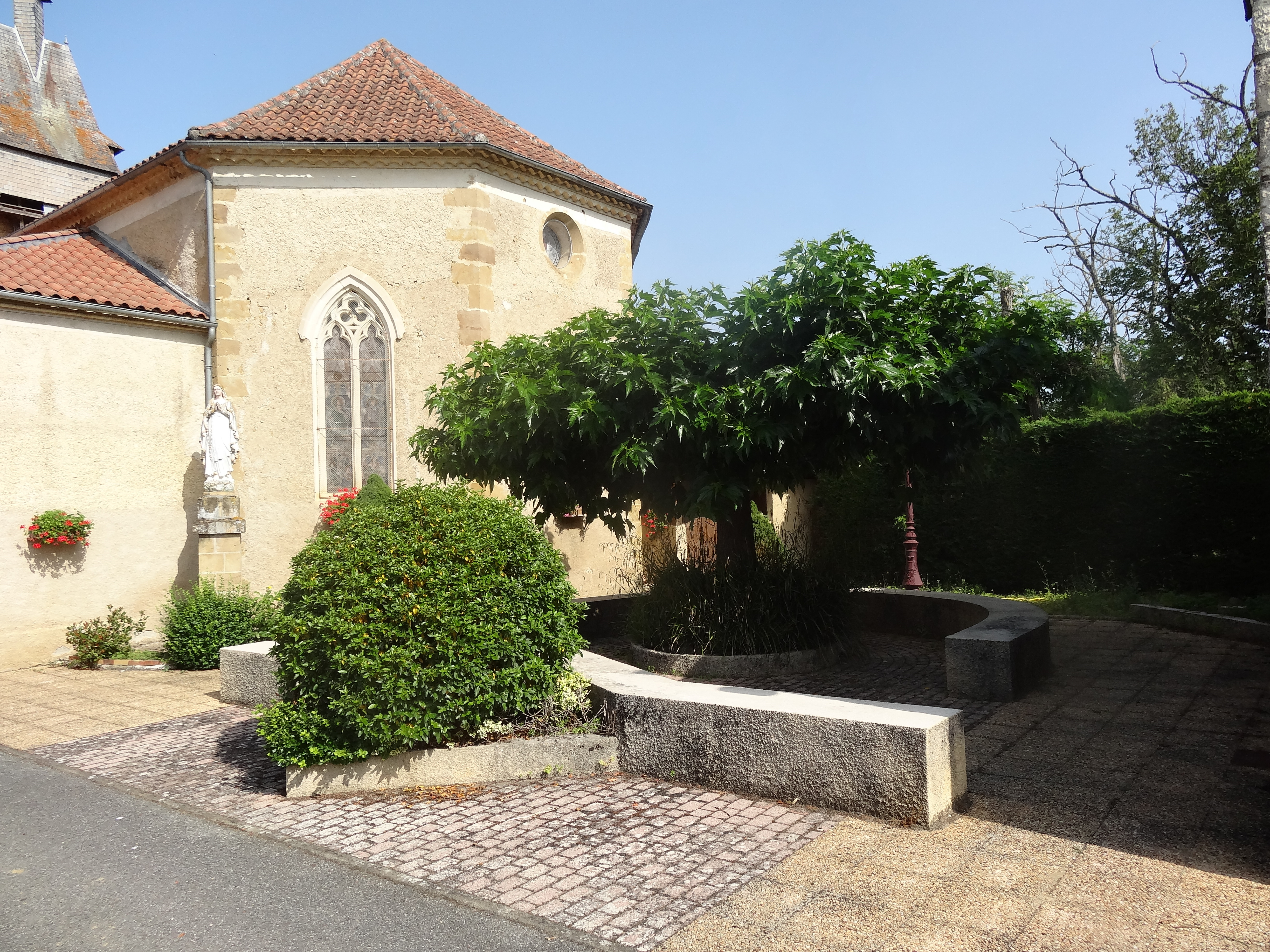
Placette et chevet de l’église.

### Personnalités liées à la commune
- Maison des comtes d'Astarac.
- Maison de Béon, seigneurs de Lapalu.